# Steingaden
Steingaden település Németországban, azon belül Bajorországban. Lakosainak száma 2922 fő (2023. december 31.). Steingaden Peiting és Rottenbuch községekkel határos.

## Népesség
A település népessége az elmúlt években az alábbi módon változott:
| Lakosok száma | 3051 | 2395 | 2443 | 2708 | 2739 | 2747 | 2859 | 2905 | 2921 | 2922 |
|               | 1950 | 1975 | 1987 | 2011 | 2013 | 2014 | 2016 | 2019 | 2021 | 2023 |